# محرز بن راجح
محرز بن راجح هو لاعب كرة قدم تونسي ولد في سنة 1996 بتونس يلعب في مركز الدفاع و حاليا يمارس في نادي حمام الأنف في الدوري التونسي.